# Julien Delière
 (février 2025).
Si vous disposez d'ouvrages ou d'articles de référence ou si vous connaissez des sites web de qualité traitant du thème abordé ici, merci de compléter l'article en donnant les références utiles à sa vérifiabilité et en les liant à la section « Notes et références ».
 (mai 2018).
Julien Delière, né le 20 mai 1758 à Le Bourgneuf-la-Forêt et mort en 1796 à Le Bourgneuf-la-Forêt, est un chef chouan de la Mayenne durant la Révolution française.

## Biographie
Ancien soldat au régiment Royal infanterie sous le chevalier Charles de Bailly, dans la compagnie de Beausset,, il nous a laissé deux lettres de son protecteur : l'une datée du 27 décembre 1790 et reçue alors qu'il est à Varennes, l'autre, antérieure dans laquelle M. De Bailly lui demande s'il compte revenir à l'armée.  
Il quitte l'armée car prêter le serment constitutionnel va à  l'encontre de ses valeurs catholiques. 
On relève dans ses antécédents son service militaire, son séjour pendant six ou sept mois chez M. Le Bouteiller, à Dompierre-du-Chemin, et la qualité de menuisier qu'il s'attribue. Il est peu probable qu'il ait été jardinier ou domestique du château de Fresnay. 
En 1793, dans la garde nationale de Fougères, il remplace le sieur Bouteiller, propriétaire du château des Haris, en Dompierre-du-Chemin en Ille-et-Vilaine.
Il semble avoir participé au saccage de la maison du chirurgien Jean Sauvé, le 29 juin 1792 à Bourgon. Celui-ci et son père, les seuls patriotes de la commune, sont copieusement détestés. Ils ont dénoncé aux autorités des « rassemblements » à la ferme de la Chevallerie, sur leur commune, dont ferait partie un certain Pouteau ou Poteau, qui serait Julien Delière. Une embuscade nocturne autour de la ferme, permet son arrestation le 9 septembre 1793, à la Chevallerie, commune de Bourgon chez Renée Gasté, veuve de François Lelièvre, sa cousine originaire du Bourgneuf-la-Forêt.
Vêtu d'une livrée de domestique, il est interrogé sur place. Il était venu se reposer après une maladie de poitrine et une mauvaise blessure causée, selon ses déclarations, par un coup de faux. Il aurait séjourné chez une autre parente de Launay-Villiers, Jeanne Lelièvre, chez qui il prétendit avoir été domestique. Il serait étranger à l'affaire de la Brossinière (avec les frères Cottereau et Pinçon), ou à celle de Bréal. Il est fortement suspect : il porte sur lui deux lettres du chevalier de Bailly, et en raison de ce séjour clandestin depuis mai, à la suite d'une blessure qu'il n'a pas fait soigner par un chirurgien.
Présenté au juge du canton de Juvigné, Jean-François Marie, le 12 septembre, il est transféré dans la maison d'arrêt d'Ernée et présenté au jury d'accusation présidé par Collin. Il subira plusieurs interrogatoires sans que sa situation soit éclaircie.
Le 16 septembre, les administrateurs du district de Vitré font parvenir à ceux du district d'Ernée une demande sans suites de transfert de Julien Delière à Vitré afin que les témoins, à savoir le citoyen Sauvé ainsi que sa femme et ses deux filles, puissent le reconnaître, étant dans l'incapacité de se rendre à Ernée.
Le 20 septembre 1793, Collin, juge d'accusation d'Ernée, qui ne croit pas un seul mot de ce que lui raconte Delière, adresse un courrier au sieur Rotureau, commandant un détachement de la garde nationale de Fougères. Celui-ci lui confirme le lendemain que Julien Delière a bien fait partie du détachement ayant dû marcher sur Luitré et qu'il avait quitté son emploi de domestique chez le sieur Bouteiller « à la fin de la semaine sainte ».
Gardé comme suspect dans la maison d'arrêt d'Ernée, il est bientôt rejoint par Jean Pinçon, ainsi que de nombreux autres habitants de Bourgon et domestiques du château de Fresnay. Cependant cette prison est jugée si peu sûre que tous les détenus sont transférés à Saint-Denis-de-Gastines à l'approche de l'armée Vendéenne. Ils seront libérés lors du passage de celle-ci dans le département de la Mayenne.
Aujourd'hui encore, il n'est pas possible de conclure quant à la participation de Julien Delière à la Chouannerie, les pièces le concernant étant disponibles aux Archives départementales de La Mayenne et ne permettant pas de trancher. Deux versions existent : l'une historique, l'autre littéraire, qu'elle soit celle des abbés Angot ou Gauguin ou celle de Victor Hugo, peu documenté  sur la chouannerie. Le rôle qu'il fait jouer à Delière ne résiste pas à l'examen des faits. Son ouvrage Quatrevingt-treize fourmille d'inventions malheureuses, dont les plus frappantes sont la localisation des capitaines de paroisses ainsi que « l'exécution » de la paroisse de Bourgon en 1793, ou encore l'existence de véritables villes souterraines dans les forêts de la région. Tout ceci relève de la pure fiction littéraire.

## Littérature
Là, il est mis en relation avec la Rouërie et Jean-Louis Gavard, devient un de leurs agents les plus zélés, et prend part avec Jean Chouan aux premiers combats à Bourgneuf, bataille de la lande d'Olivet; il est chef, avec les Cottereau et les Pinçon, ce qui fait beaucoup de chefs, d'un détachement de 25 hommes à Bréal le 19 juin 1793, capitaine de compagnie au Bourgneuf à partir de l'été 1793, confirmé dans ce grade en octobre 1793 à la suite des Vendéens.
« accusés d'avoir pris part à l'insurrection ou fourni des subsistances aux Cottereaux, dits Chouans ». Transféré à Laval puis à Ernée, il fut encore relâché. Pendant la campagne d'Outre-Loire dite virée de Galerne en octobre et décembre 1793, il suivit les Vendéens à Granville, au Mans, à la tête de la compagnie du Bourgneuf, et revint ensuite au pays.
Lieutenant de Jean Chouan depuis la mort de François Cottereau en 1794, il est alors chef chouan de la troupe du bois de Misedon, et envoyé par Jean Chouan au rassemblement des bois de la Saudraie le 20 juillet 1794, organisé par Jambe d'Argent.
Jean Chouan le désigne en mourant le 28 juillet 1794 comme le plus capable et le plus digne de le remplacer. Après la mort de Jean Chouan, Michel Morière lui disputa le commandement. Il y eut enfin entente et partage de l'autorité.
Pour éviter tout conflit avec d'autres chefs, surtout avec Michel Morière, il passe, comme capitaine du Bourgneuf, sous les ordres du colonel de Pontbriand, qui l'appelle « le brave Delière ».
Il opérait parfois comme capitaine de compagnie du Bas-Maine à l'Armée des Chouans de Rennes et Fougères, au début de 1796, sous le commandement de M. de Couësbouc, mais servait dans la division de Fougères sous Chalus, dit Constant.
Il délivra le canton de Bourgneuf d'une bande de brigands qui le dévastait, mais l'un d'eux, qui était parvenu à s'échapper, alla le dénoncer à Laval, conduisit une colonne mobile de soldats du capitaine républicain Jean-Daniel Œhlert contre sa petite troupe, dont il connaissait la retraite, et Julien Delière fut tué, en janvier 1796, les armes à la main, lors du combat du Bourgneuf.

### Quatrevingt-Treize
Ses exploits ont servi à Victor Hugo pour son roman Quatrevingt-Treize:

« [...] Sachez d’abord que monseigneur le marquis, avant de s’enfermer dans cette tour où vous le tenez bloqué, a distribué la guerre entre six chefs, ses lieutenants ; il a donné à Delière le pays entre la route de Brest et la route d’Ernée ; à Treton le pays entre la Roë et Laval ; à Jacquet, dit Taillefer, la lisière du Haut-Maine ; à Gaullier, dit Grand-Pierre, Château-Gontier ; à Lecomte, Craon ; Fougères, à monsieur Dubois-Guy, et toute la Mayenne à monsieur de Rochambeau ; de sorte que rien n’est fini pour vous par la prise de cette forteresse, et que, lors même que monseigneur le marquis mourrait, la Vendée de Dieu et du Roi ne mourra pas. [...] »

## Sources et bibliographie
- « Julien Delière », dans Alphonse-Victor Angot et Ferdinand Gaugain, Dictionnaire historique, topographique et biographique de la Mayenne, Laval, A. Goupil, 1900-1910 [détail des éditions] (BNF 34106789, présentation en ligne)
- Dictionnaire des chouans de la Mayenne, de Hubert La Marle, Association du souvenir de la chouannerie mayennaise, imp. de la manutention, Éditions régionales de l'Ouest, Mayenne, 2005
- Souvenirs de la Chouannerie, par Jacques Duchemin Des Cépeaux, (1784-1858), Laval, 1852[6].